# 古市黒麻呂
古市 黒麻呂（ふるいち の くろまろ）は、飛鳥時代の人物。姓はなし。672年の壬申の乱で大海人皇子（天武天皇）側の高市皇子に従って都を脱した。

## 出自
古市氏（古市村主）は百済系の渡来氏族で、河内国古市郡古市郷を発祥とする。黒麻呂は無姓だが古市村主の一族と想定される。

## 経歴
壬申の乱が勃発したとき、古市黒麻呂は近江国の大津京にいたらしい。大津京にいた高市皇子は、父の大海人皇子の挙兵を知って京を脱出し、6月25日に鹿深を越えて積殖山口で大海人皇子の一行に合流した。このとき高市皇子に従っていたのが、民大火、赤染徳足、大蔵広隅、坂上国麻呂、古市黒麻呂、竹田大徳、胆香瓦安倍であった。鹿深は近江甲賀郡のあたりである。積殖は、後の伊賀国阿拝郡柘植郷（現在の伊賀市柘植）と推定され、当時は伊勢国に属した。黒麻呂のその後の行動については『日本書紀』に記録がない。

## 墓地
現奈良県宇陀市菟田野町古市場の宇太水分神社内の金刀比羅神社の祠である。